# Niphograpta albiguttalis
Niphograpta albiguttalis là một loài bướm đêm trong họ Crambidae.

## Hình ảnh

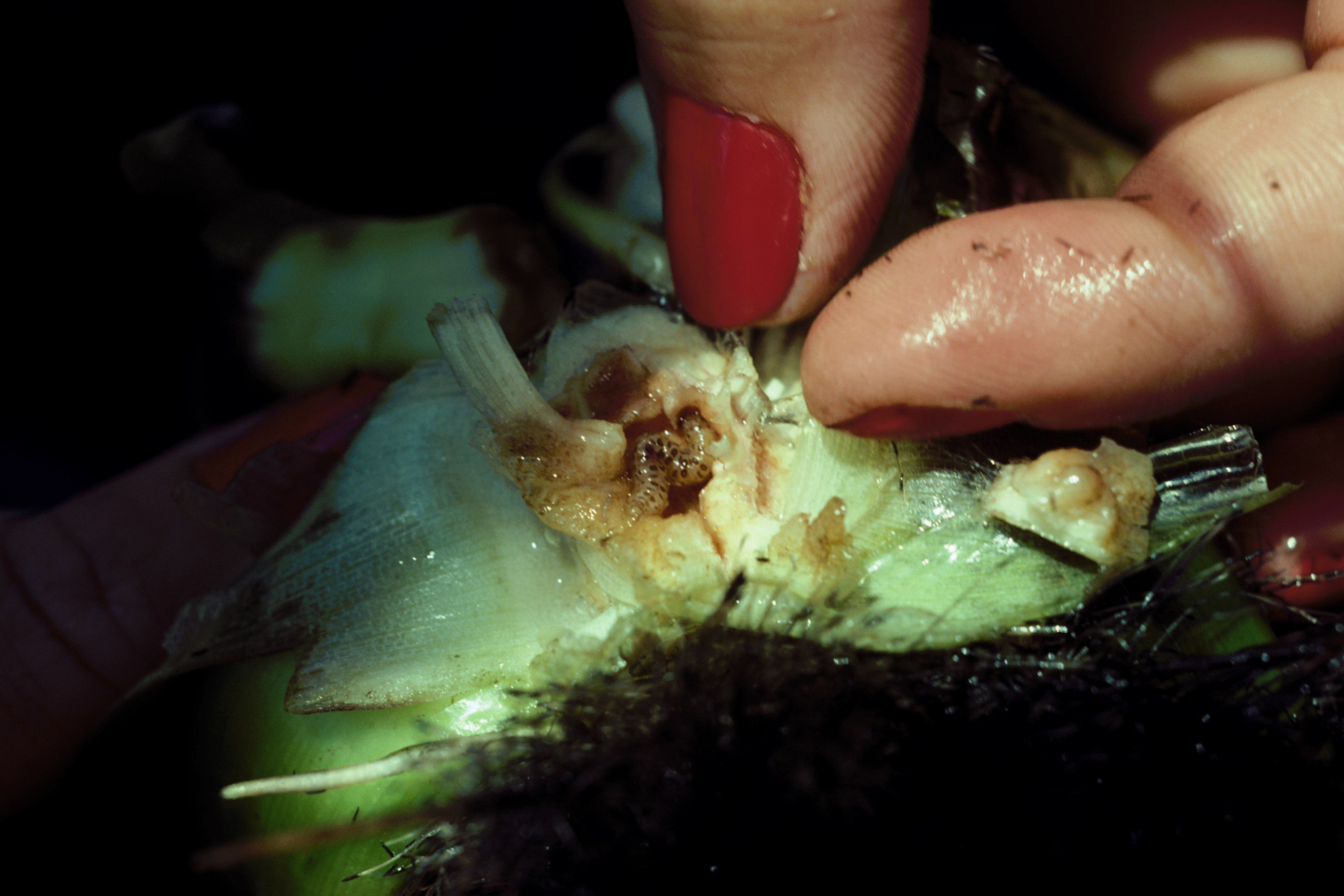